# مهرجان تيمقاد
مهـرجان تيمقـــاد الـــدولي، (بالفرنسية: Festival international de musique de Timgad)‏ هو مهرجان يقام سنويا في مدينة باتنة الجزائرية عاصمة الأوراس وبلاد الشاوية، يشارك فيه كوكبة من من مختلف مشاهير الفن العربي أمثال نانسي عجرم، الشاب خالد وآخرون، وتعتبر تيمقاد المدينة الرومانية الأثرية التاريخية أهم مابقي من التراث الروماني في الجزائر، وتبعد بحوالي 36 كلم عن عاصمة الولاية باتنة سيدة منطقة الشاوية وعاصمة الأوراس المجيدة وبأكثر من 418 كلم عن الجزائر العاصمة.

## وصلات خارجية
- الموقع الرسمي لوزارة الثقافة الجزائرية
- انــطلاق مهـرجان تيمقـــاد الـــدولي بنكهــة جـــزائرية ســـهـرة هــذا الثــلاثــاء بــباتنــة